# Martina Purdy
Martina Purdy, é uma ex-jornalista de imprensa e TV atualmente treinando para ser freira. Nascida em Belfast, mudou-se muito cedo com a família para o Canadá em 1971. Ela se formou em relações internacionais pela Universidade de Toronto depois de trabalhar em jornalismo local na Irlanda. Ela retornou ao Canadá para fazer pós-graduação na Ryerson School of Journalism.  Purdy foi editor de negócios do Irish News e depois do Belfast Telegraph, antes de ingressar na BBC em 1999 e se tornar o correspondente político da BBC Northern Ireland Television.  Em 2014 ela deixou a BBC para se tornar freira com as Irmãs da Adoração, na Falls Road, em West Belfast, junto com a ex-advogada Elaine Kelly.  Em 2019, devido ao convento não ter freiras suficientes atendendo às regras da igreja, ela e outra freira estagiário deixaram a formação.  Em 2020 tornou-se guia do Caminho de São Patrício, no Centro de São Patrício. Em 2021, mudou-se para continuar sua formação como freira, desta vez no mosteiro das Clarissas em Faughart, ao norte de Dundalk, em Co Louth.